# Xya pfaendleri
Xya pfaendleri is een rechtvleugelig insect uit de familie Tridactylidae. De wetenschappelijke naam van deze soort is voor het eerst geldig gepubliceerd in 1970 door Harz.